# Saison 3 du Monde incroyable de Gumball
Chronologie
Deuxième saison Quatrième saison
La troisième saison de la série d'animation britannico-américaine Le Monde incroyable de Gumball (The Amazing World of Gumball) est originellement diffusée depuis le 2 décembre 2014 au 16 décembre 2015 sur la chaîne télévisée américaine Cartoon Network. La saison se concentre sur les mésaventures de Gumball Watterson, un jeune chat anthropomorphe bleu de 12 ans, et de son frère adoptif, Darwin, un poisson rouge.

## Développement

### Concept
La saison se concentre sur les mésaventures de Gumball Watterson, un jeune chat anthropomorphe bleu de 12 ans, et de son frère adoptif, Darwin, un poisson rouge. Ensemble, souvent avec les membres de leur famille, ils causent des dégâts aussi bien dans leur maison que dans leur école, le collège d'Elmore. Dans une vidéo documentée de la deuxième saison, le créateur de la série Ben Bocquelet s'étend sur le développement de ses personnages.

### Production
En octobre 2012, Cartoon Network annonce une troisième saison du Monde incroyable de Gumball avec 40 nouveaux épisodes. Dans la version originale, la saison marque la première fois des comédiens Jacob Hopkins et Terrell Ransom, Jr., qui reprennent les rôles de Darwin et Gumball, respectivement. L'épisode Les Enfants intronise pour la première fois ces acteurs. Le 13 septembre 2014, les premiers épisodes de la saison sont mis en ligne par Cartoon Network France sur iTunes pour le public francophone.

## Épisodes
| No. épisode | No. dans la saison | Titres (français et original)            | Scénario                                                                                                   | Date de diffusion | Date de diffusion |
| --- | ------------------ | ---------------------------------------- | --- | ----------------- | ----------------- |
| 77 | 1                  | Les Enfants The Kids                     | Ben Bocquelet, Guillaume Cassuto, Mic Graves, & Tobi Wilson                                                | 10 juin 2014      | 29 septembre 2014 |
| Lorsque les voix de Gumball et de Darwin commencent à se détraquer, ils rendent visite à un médecin qui leur dit qu'ils atteignent la puberté. Déprimé qu'ils pourraient grandir, Gumball et Darwin tentent de s'accrocher à leur enfance aussi étroitement que possible. Note: Aux Etats-Unis, ceci est le dernier épisode mettant en vedette Logan Grove et Kwesi Bokaye dans le rôle de Gumball et Darwin, et le premier avec Jacob Hopkins et Terrell Ransom Jr. comme nouveaux acteurs vocaux. |                    |                                          | |                   |                   |
| 78 | 2                  | L'Admiratrice The Fan                    | Ben Bocquelet, Jess Ransom, Howard Read, & Tobi Wilson                                                     | 11 juin 2014      | 29 septembre 2014 |
| Sarah (une fille de cône de crème glacée) devient le fan numéro un obsessionnel de Gumball et de Darwin. |                    |                                          | |                   |                   |
| 79 | 3                  | Le Coach The Coach                       | Ben Cottam, Paul McKenna, Jess Ransom, & Tobi Wilson                                                       | 16 juin 2014      | 6 octobre 2014    |
| Le nouveau coach d'Elmore Junior High, un cube rouge connu sous le nom de « coach », se dresse contre Jamie, et Jamie promet de récupérer sa crédibilité en attaquant l'entraîneur. |                    |                                          | |                   |                   |
| 80 | 4                  | Le Bonheur The Joy                       | Ben Bocquelet, Ben Cottam, Mic Graves, Kieran Hodgson, Tom Meltzer, Jess Ransom, Joe Parham, & Tobi Wilson | 17 juin 2014      | 13 octobre 2014   |
| Après avoir été étreint par Richard un matin, Gumball et Darwin deviennent stupidement heureux et finissent par répandre un virus de joie contagieuse semblable à un zombie à travers Elmore Junior High, que Mlle Simian doit mettre un terme à tout ça avec son « pouvoir du pessimisme ». |                    |                                          | |                   |                   |
| 81 | 5                  | Le Toutou The Puppy                      | Tim Allsop, Ben Bocquelet, Ben Cottam, Stewart Williams, & Guillaume Cassuto                               | 23 juin 2014      | 17 octobre 2014   |
| Le chiot tant attendu des enfants Watterson s'avère être une tortue qui les déteste. |                    |                                          | |                   |                   |
| 82 | 6                  | La Recette The Recipe                    | Ben Bocquelet, Guillaume Cassuto, Mic Graves, & Tobi Wilson                                                | 24 juin 2014      | 20 octobre 2014   |
| Gumball et Darwin découvrent le secret de l'immortalité de leur camarade de classe Anton, mais les choses tournent mal lorsqu'ils finissent par créer de nombreux clones de Anton. |                    |                                          | |                   |                   |
| 83 | 7                  | Le Nom The Name                          | Tim Allsop, Ben Bocquelet, Mic Graves, Tom Meltzer, Joe Parham, & Stewart Williams                         | 30 juin 2014      | 21 octobre 2014   |
| Gumball change de comportement lorsqu'il apprend que son véritable prénom est Zach. Mais Zach se révèle être le mauvais côté de Gumball et prend le dessus. |                    |                                          | |                   |                   |
| 84 | 8                  | Les Figurants The Extras                 | Ben Bocquelet, Guillaume Cassuto, & Mic Graves                                                             | 19 juillet 2014   | 28 octobre 2014   |
| Aujourd'hui, il ne se passe rien dans la vie de Gumball et Darwin. Les figurants peuvent enfin avoir leur propre épisode. |                    |                                          | |                   |                   |
| 85 | 9                  | Les Râleurs The Gripes                   | Tim Allsop, Ben Bocquelet, Guillaume Cassuto, Kieran Hodgson, Stewart Williams, & Tobi Wilson              | 15 août 2014      | 15 novembre 2014  |
| Gumball et Darwin se plaignent tout le temps. Les habitants d'Elmore vont croire qu'ils sont pauvres et veulent leurs offrir beaucoup d'argent. |                    |                                          | |                   |                   |
| 86 | 10                 | Les Vacances The Vacation                | Guillaume Cassuto, Mic Graves, & Tobi Wilson                                                               | 22 août 2014      | 31 octobre 2014   |
| Après que Nicole ait raconté une histoire terrifiante à sa famille, les Watterson vont croire que l'histoire se réalise vraiment. |                    |                                          | |                   |                   |
| 87 | 11                 | L'Imposteur The Fraud                    | Ben Bocquelet, Guillaume Cassuto, Mic Graves, & Tobi Wilson                                                | 30 septembre 2014 | 16 février 2015   |
| Gumball et Darwin découvrent que le diplôme de principal Brown est faux, et Brown va tout faire pour les convaincre de ne rien révéler. |                    |                                          | |                   |                   |
| 88 | 12                 | Le Néant The Void                        | Ben Bocquelet, Guillaume Cassuto, Mic Graves, Paul Rice, & Tobi Wilson                                     | 6 octobre 2014    | 29 mars 2015      |
| Gumball et Darwin vont enquêter sur la disparition de Molly, une ancienne élève. Avec l'aide de Mr Small, ils vont découvrir un monde qu'ils n'auraient jamais dû découvrir, un monde où sont envoyées toutes les erreurs du monde... |                    |                                          | |                   |                   |
| 89 | 13                 | Le Patron The Boss                       | Ben Bocquelet, Guillaume Cassuto, Mic Graves, Joe Parham, & Tobi Wilson                                    | 17 octobre 2014   | 3 avril 2015      |
| Lorsque Mr. Robinson est victime d'un accident, Gumball et Darwin décident d'aider son fils, Rocky Robinson, à obtenir un meilleur emploi pour pouvoir payer l'opération. |                    |                                          | |                   |                   |
| 90 | 14                 | Le Menteur The Move                      | Ben Bocquelet, Guillaume Cassuto, Mic Graves, Joe Parham, & Tobi Wilson                                    | 13 octobre 2014   | 26 avril 2015     |
| Gumball et Darwin tentent d'aider Clayton à ne plus mentir, mais tout ne va pas se passer comme prévu. |                    |                                          | |                   |                   |
| 91 | 15                 | La Loi The Law                           | Guillaume Cassuto, Mic Graves, Joe Parham, & Tobi Wilson                                                   | 20 octobre 2014   | 3 juin 2015       |
| Shérif Donut décide de prouver à Gumball et Darwin qu'être flic, c'est cool. Mais quand il dépasse les bornes, le chef de la police lui retire son enseigne et c'est toute la société qui s'effondre. |                    |                                          | |                   |                   |
| 92 | 16                 | L'Allergie The Allergy                   | Ben Bocquelet, Guillaume Cassuto, Mic Graves, & Joe Parham                                                 | 21 octobre 2014   | 31 juillet 2015   |
| Gumball essaye de trouver un remède à l'allergie de Darwin. |                    |                                          | |                   |                   |
| 93 | 17                 | Les Mères The Mothers                    | Ben Bocquelet, Guillaume Cassuto, Jon Foster, Mic Graves, James Lamont, Joe Parham, & Tobi Wilson          | 28 octobre 2014   | 3 août 2015       |
| Gumball, Darwin, Tobias et Joe essayent de prouver que leur mère est la meilleure en organisant un Affrontemaman. |                    |                                          | |                   |                   |
| 94 | 18                 | Le Mot de Passe The Password             | Ben Bocquelet, Guillaume Cassuto, Mic Graves, & Joe Parham                                                 | 15 novembre 2014  | 10 août 2015      |
| Richard a changé le mot de passe d'ordiateur des enfants, et Gumball et Darwin tentent de le trouver. |                    |                                          | |                   |                   |
| 95 | 19                 | Les Procrastinateurs The Procrastinators | Ben Bocquelet, Guillaume Cassuto, Mic Graves, Joe Parham, & Tobi Wilson                                    | 4 décembre 2014   | 17 août 2015      |
| Nicole demande à Gumball et Darwin de sortir la poubelle, mais ils remettent toujours leur tâche à plus tard. |                    |                                          | |                   |                   |
| 96 | 20                 | La Coquille The Shell                    | Ben Bocquelet, Guillaume Cassuto, Tom Crowley, & Tobi Wilson                                               | 9 février 2015    | 31 août 2015      |
| Gumball va sans le faire exprès casser la coquille de Penny, et va découvrir sa vraie beauté. Trivia: Ceci est l'épisode préférer de Guillaume Cassuto, un scénariste de l'épisode. |                    |                                          | |                   |                   |
| 97 | 21                 | Le Hamster The Burden                    | Ben Bocquelet, Guillaume Cassuto, Mic Graves, Joe Parham, Jess Ransom, & Tobi Wilson                       | 28 mars 2015      | 25 septembre 2015 |
| Gumball et Darwin sont chargés par principal Brown de s'occuper pendant le week-end du hamster du collège, Chris Morris. Alors qu'ils n'étaient pas très contents au début, ils vont découvrir que Chris est sympa. Mais ils vont aussi découvrir qu'il n'était pas celui qu'ils croyaient... |                    |                                          | |                   |                   |
| 98 | 22                 | Les Potes The Bros                       | Ben Bocquelet, Guillaume Cassuto, Joe Parham, Jess Ransom, & Tobi Wilson                                   | 29 mars 2015      | 28 septembre 2015 |
| Darwin devient jaloux de Penny, car Gumball ne passe plus de temps avec son frère. Il va essayer de les faire rompre. |                    |                                          | |                   |                   |
| 99 | 23                 | Le Miroir The Mirror                     | Ben Bocquelet, Guillaume Cassuto, & Joe Parham                                                             | 10 août 2015      | 31 octobre 2015   |
| Gumball reçoit un e-mail qui dit que s'il ne l'envoie pas à 25 autres personnes, une malédiction va s'abattre sur lui. Gumball va le supprimer. Mais il va moins rigoler quand il va découvrir que c'était vrai. |                    |                                          | |                   |                   |
| 100 | 24                 | Les Hommes The Man                       | Ben Bocquelet, Guillaume Cassuto, Joe Parham, & Tobi Wilson                                                | 17 août 2015      | 9 novembre 2015   |
| Mamie Jojo a un nouvel amoureux: Louie. Richard a du mal à l'accepter. |                    |                                          | |                   |                   |
| 101 | 25                 | La Pizza The Pizza                       | Ben Bocquelet, Guillaume Cassuto, Joe Parham, & Tobi Wilson                                                | 31 août 2015      | 16 novembre 2015  |
| Larry va démissionner, ce qui va provoquer l'apocalypse à Elmore. Note: Cet épisode a été abandonné et refait pour cette version. |                    |                                          | |                   |                   |
| 102 | 26                 | Le Leurre The Lie                        | Ben Bocquelet, Guillaume Cassuto, Joe Parham, Jess Ransom, & Tobi Wilson                                   | 25 septembre 2015 | 11 décembre 2015  |
| Gumball et Anais inventent une nouvelle fête, la Saint-Machin. |                    |                                          | |                   |                   |
| 103 | 27                 | Le Papillon The Butterfly                | Ben Bocquelet, Guillaume Cassuto, Joe Parham, Jess Ransom, & Tobi Wilson                                   | 9 novembre 2015   | 25 janvier 2016   |
| Gumball va libérer un petit papillon, qui va malheureusement provoquer un tsunami. |                    |                                          | |                   |                   |
| 104 | 28                 | La Question The Question                 | Ben Bocquelet, Guillaume Cassuto, Tony Hull, Joe Parham, & Tobi Wilson                                     | 16 novembre 2015  | 1er février 2016  |
| Après avoir eu un excès de sucre, Gumball et Darwin cherchent la réponse à la vie. |                    |                                          | |                   |                   |
| 105 | 29                 | Le Saint The Saint                       | Ben Bocquelet, Joe Parham, Jess Ransom, & Tobi Wilson                                                      | 11 décembre 2015  | 8 février 2016    |
| Gumball va essayer de prouver que Alan a un côté méchant. |                    |                                          | |                   |                   |
| 106 | 30                 | L'Ami The Friend                         | Ben Bocquelet, Guillaume Cassuto, Joe Parham, Jess Ransom, & Tobi Wilson                                   | 7 janvier 2016    | 15 février 2016   |
| Gumball et Darwin essayent de trouver un ami imaginaire à Anais, qui va se révéler être un fugitif recherché par la police... |                    |                                          | |                   |                   |
| 107 | 31                 | L'Oracle The Oracle                      | Ben Bocquelet, Guillaume Cassuto, Mic Graves, Tony Hull, Richard Overall, Joe Parham, & Tobi Wilson        | 14 janvier 2016   | 22 février 2016   |
| A un vide-grenier, Gumball trouve un tableau fait par la mère de Joe la banane, montrant le futur. On y voit dessus Gumball nu au centre commercial. Il va alors essayer d'empêcher cette horreur. |                    |                                          | |                   |                   |
| 108 | 32                 | La Sécurité The Safety                   | Ben Bocquelet, Louise Coats, Joe Parham, & Tobi Wilson                                                     | 21 janvier 2016   | 29 février 2016   |
| Après avoir vu un film sur la sécurité, Darwin va devenir complètement fou. |                    |                                          | |                   |                   |
| 109 | 33                 | La Société The Society                   | Ben Bocquelet, Jess Ransom, & Tobi Wilson                                                                  | 28 janvier 2016   | 7 mars 2016       |
| Gumball croit qu'il y a une société secrète à l'école. |                    |                                          | |                   |                   |
| 110 | 34                 | Le Spoiler The Spoiler                   | Ben Bocquelet, Jess Ransom, & Tobi Wilson                                                                  | 11 février 2016   | 11 avril 2016     |
| Gumball veut aller voir un film d'horreur, Le Démontiste, mais doit attendre d'avoir son argent de poche. |                    |                                          | |                   |                   |
| 111 | 35                 | Le Décompte The Countdown                | Ben Bocquelet, Guillaume Cassuto, Joe Parham, Jess Ransom, & Tobi Wilson                                   | 18 février 2016   | 18 avril 2016     |
| Gumball et Darwin essayent d'arriver à l'heure au collège, mais vont malencontreusement dérégler le temps. |                    |                                          | |                   |                   |
| 112 | 36                 | Le Rien The Nobody                       | Ben Bocquelet, Louise Coats, Tim Mills, Jess Ransom, Paul Rice, and Tobi Wilson                            | 11 mars 2016      | 7 avril 2016      |
| Un intrus squatte chez Gumball et Darwin... |                    |                                          | |                   |                   |
| 113 | 37                 | La Mauvaise Humeur The Downer            | Ben Bocquelet, Jess Ransom, & Tobi Wilson                                                                  | 18 avril 2016     | 14 avril 2016     |
| Gumball n'a jamais été de si mauvaise humeur. Nicole, Richard, Anaïs et Darwin l'énervent et Gumball veut qu'ils disparaissent. Mais son vœu s’exhausse. |                    |                                          | |                   |                   |
| 114 | 38                 | L'Œuf The Egg                            | Ben Bocquelet, Guillame Cassuto, Mic Graves, Joe Parham, Jess Ransom, & Tobi Wilson                        | 26 avril 2016     | 21 avril 2016     |
| Anais et Billy, vont bien s'entendre. Note: Cet épisode a été diffusé dans d'autres pays (y compris le Royaume-Uni) comme un épisode de la saison 3, sauf aux États-Unis, ou l'épisode La Rentrée a été diffusée à la place. |                    |                                          | |                   |                   |
| 115 | 39                 | Le Triangle The Triangle                 | Ben Bocquelet, Mic Graves, Tim Mills, Richard Overall, Richard Preddy, & Joe Parham                        | 9 mai 2016        | 28 avril 2016     |
| Dans l'orchestre de l'école, Gumball a le triangle. Mais il ne l'accepte pas. |                    |                                          | |                   |                   |
| 116 | 40                 | L'Argent The Money                       | Ben Bocquelet, Guillaume Cassuto, Mic Graves, Joe Parham, Jess Ransom, Tobi Wilson, & Tim Mills            | 30 mai 2016       | 16 mai 2016       |
| Richard a perdu l'argent de la famille. Larry leur propose de jouer dans une publicité pour le fast-food Au Bon Burger, mais ils vont refuser. |                    |                                          | |                   |                   |